# Барним IV
Барним IV Добрый (пол. Barnim IV Dobry; род. 1319—1320 — ум. 22 августа 1365, Вольгаст) — князь Вольгастско-Рюгенский из династии Грифичей (1326—1365).

## Биография
Второй сын князя Вартислава IV Вольгастского и Елизаветы (Эльжбеты) Линдов-Руппин. Братья — Богуслав V Великий и Вартислав V.
Впервые упоминается в источниках в 1324 году вместе с матерью и старшим братом Богуславом. В 1326 году после смерти Вартислава IV княжество унаследовали Богуслав V Великий и его младшие братья Барним и Вартислав. Вначале все братья находились под опекой матери и родственников, затем Богуслав занимался опекой своих младших братьев.
Не играл важной роли в политики династии Грифичей. Герцогством Померания-Вольгаст управлял его старший брат Богуслав V Великий.
11 июля 1343 года Барним IV вместе со своим старшим сыном Вартиславом заключил союзный договор с королём Польши Казимиром Великим против Тевтонского ордена, гарантируя нерушимость положений Калишского мира, заключенного 8 июля того же года между Польшей и Тевтонским орденом.
Участвовал в управлении островом Рюген.

## Семья и дети
Барним Добрый был женат на Софии (по данным Э. Любина — Софии Вандалике Марии), дочери Иоанна II, владетеля Верле-Гюстрова (1316—1350), вдове Альбрехта IV, герцога Саксен-Лауэнбурга. В браке было трое детей:
- Вартислав VI (1346 — 13 июня 1394), князь Вольгастский, Бартовский и Рюгенский
- Богуслав VI (1354/1356 — 7 марта 1393), князь Вольгастский и Рюгенский
- Елизавета (Эльжбета) (1360 — 5 октября/31 декабря 1388), жена герцога Магнуса I Мекленбургского, сына Альбрехта II Мекленбургского и Евфемии Шведской.